# Школьный переулок (Санкт-Петербург)
Шко́льный переу́лок — формально упразднённый проезд в Кировском районе Санкт-Петербурга. Соединяет Огородный переулок и улицу Трефолева. Протяжённость — 400 м.

## История
Во второй половине XVIII в. — первой половине XIX в. на этом месте находился парк при усадьбе Нарышкиных «Красная мыза». Школьный переулок проложен по бывшей центральной аллее парка в 1896 году. Постановлением от 16 января 1964 года был упразднён.

## Здания и сооружения
- Производственные территории завода «Армалит»
- Торговые точки

## Транспорт
- Метро: Нарвская (1460 м), Кировский Завод (1050 м)
- Платформы: Электродепо (850 м)

## Пересечения
- улица Маршала Говорова
- Огородный переулок
- улица Трефолева